# Pemphigus phenax
Pemphigus phenax är en insektsart som beskrevs av Carl Julius Bernhard Börner och Blunk 1916. Enligt Catalogue of Life ingår Pemphigus phenax i släktet Pemphigus och familjen långrörsbladlöss, men enligt Dyntaxa är tillhörigheten istället släktet Pemphigus och familjen pungbladlöss. Arten är reproducerande i Sverige. Inga underarter finns listade i Catalogue of Life.